# Harol
Harol es una comuna francesa situada en el departamento de Vosgos, en la región de Gran Este.

## Demografía
| 626 | 543 | 502 | 509 | 522 | 502 | 645 |
| Para los censos de 1962 a 1999 la población legal corresponde a la población sin duplicidades (Fuente: INSEE [Consultar]) |     |     |     |     |     |     |